# Smyrnakyrkan Habo
Smyrnakyrkan Habo är en kyrkobyggnad i Habo i Sverige. Den tillhör Evangeliska frikyrkan. och invigdes till Första advent 1975.
Församlingen bildades 1922. 1952 gick den med i dåvarande Helgelseförbundet.

### Fotnoter
1. ↑  ”Församlingar inom KSSB”. Kristen samverkan Småland-Blekinge. Arkiverad från originalet den 11 augusti 2020. https://web.archive.org/web/20200811154334/https://www.kssb.se/forsamlingar-inom-kssb/. Läst 15 augusti 2014.
2. ↑  Hans-Evert Renerius (17 augusti 2018). ”Habo historia, forntid till nutid”. Hans-Evert Renerius webbplats. http://www.hansevertrenerius.com/historik_habo-historia-forntid-nutid.pdf. Läst 8 februari 2021.
3. ↑  ”När pastorn slutade tvingades medlemmarna axla ansvaret”. www.dagen.se. 15 december 2000. https://www.dagen.se/bilagor/nar-pastorn-slutade-tvingades-medlemmarna-axla-ansvaret-1.265425. Läst 12 mars 2019.